# Phronia gusevae
Phronia gusevae är en tvåvingeart som beskrevs av Zaitzev 1997. Phronia gusevae ingår i släktet Phronia och familjen svampmyggor. Inga underarter finns listade i Catalogue of Life.